# Crema pastelera

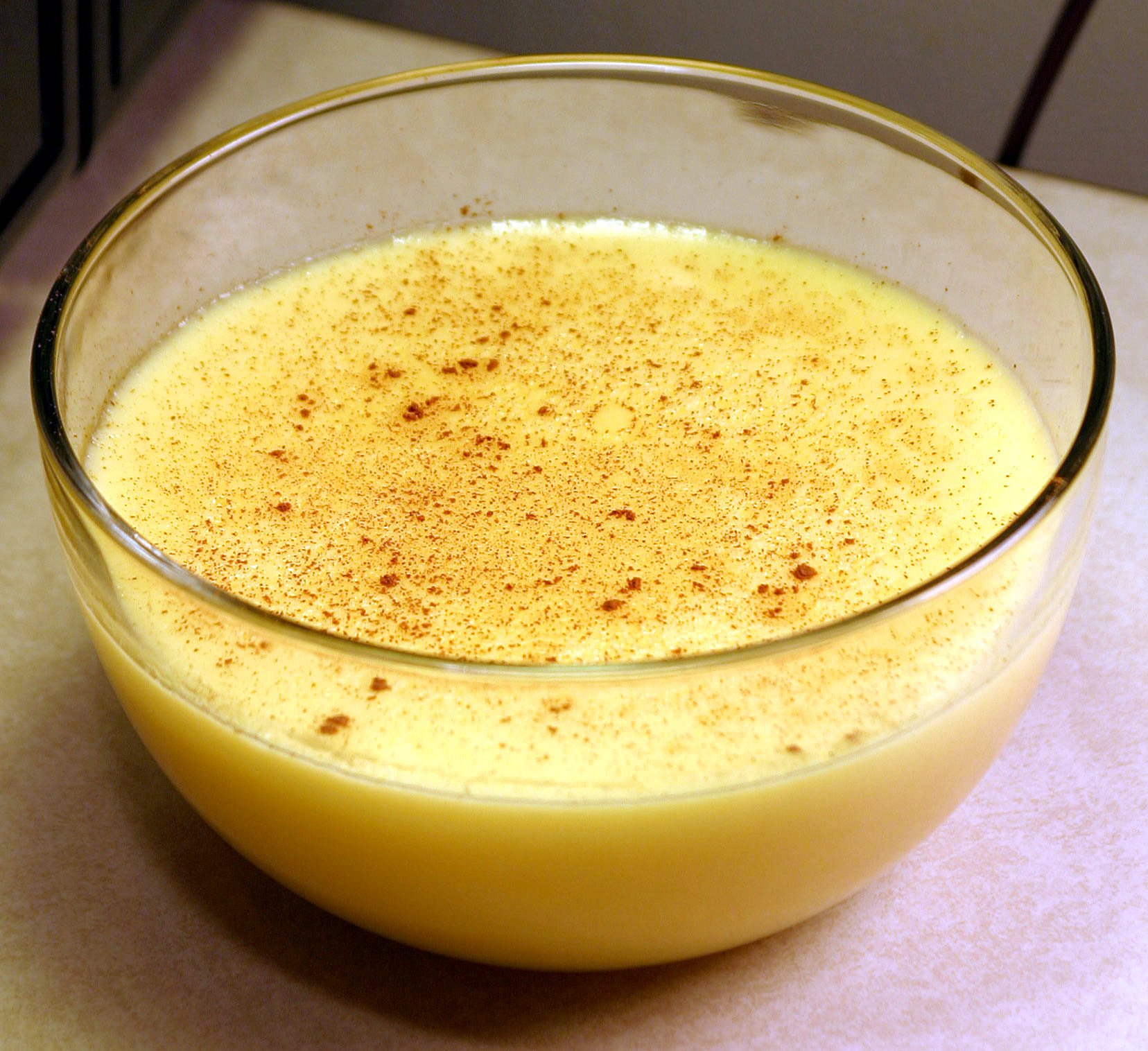
Crema pastelera.

La crema pastelera es una crema francesa muy utilizada en repostería. Sus componentes básicos son leche, huevos, azúcar y harina de trigo (harina común). Algunas personas reemplazan la harina con fécula de maíz (maicena).
Se aromatiza a veces con vainilla, canela, y limón o naranja en esencia o su ralladura.
Es la base de muchas cremas tradicionales como:
- la crema catalana
- las natillas
- o la custard británica

Empleada a menudo como relleno de pasteles, se la puede encontrar en:
- Bartolillos
- Berlinesas
- Facturas
- Milhojas
- Napolitanas
- Pepitos
- Roscón de Reyes
- Tartaletas

## Origen
El origen de la crema pastelera se ubica en Francia. Fue creada por el chef François Massialot en 1691.

## Variantes
A partir de la crema pastelera se pueden elaborar diversas cremas derivadas. Estas son algunas:
- Crema pastelera de sabores: es una crema pastelera a la que se añade, según el caso, cacao, esencia de café o café soluble, ron o whisky u otros licores, esencia de limón o naranja, etc.
- Crema cocida ligera: a la crema pastelera templada se le añaden claras a punto de nieve.
- Crema Saint-Honoré o crema Chiboust: es una mezcla de crema pastelera y merengue italiano.
- Crema diplomática: a la crema pastelera se le añade crema chantillí. Es una variante de la anterior.[1]
- Crema muselina: crema pastelera con mantequilla.
- Crema frangipane: crema pastelera mezclada con crema de almendra.